# Río Sankuru
El río Sankuru es un largo río del África central, el afluente más largo del Kasai, a su vez uno de los mayores afluentes del río Congo. En el curso superior se conoce como Lubilash. Tiene una longitud, incluido el Lubilash, de  unos 1.150 km y discurre íntegramente por la  República Democrática del Congo. 
Fluye hacia el norte y después hacia el oeste pasando a través de unos pocos pueblos, principalmente Mbuji-Mayi y Lusambo y finalmente  se une al río Kasai cerca de Bena-Bendi.
El 2 de diciembre de 1960, mientras atravesaba el río Sankuru en Mweka, Patrice Lumumba (1925-61), el primer héroe nacional congoleño, fue detenido por una unidad del ejército congoleño.
- Datos: Q899815
- Multimedia: Sankuru River / Q899815